# Diesotto
Il Diesotto, un innovativo motore benzina capace di funzionare come un diesel tramite la combustione HCCI, è stato presentato dalla Mercedes-Benz venerdì 7 settembre 2007 al salone dell'automobile di Francoforte, montato su una concept car chiamata F700.

## Principio di funzionamento
Il principio di funzionamento su cui si basa il nuovo propulsore è abbastanza semplice, esso adotta un sistema di compressione variabile (ovvero il rapporto tra il volume totale del cilindro quando il pistone è al punto morto inferiore e il volume che rimane nel cilindro quando il pistone è al punto morto superiore), un turbocompressore, un sistema controllato della gestione delle valvole e l'iniezione diretta.
Durante le brusche accelerazioni o a pieno carico il motore si comporta come un normale benzina, con la candela che innesca la combustione della miscela aria-benzina e la combustione viene definita "omogenea".

Quando invece la velocità si mantiene pressoché costante e il carico è parziale, la combustione avviene spontaneamente aumentando il rapporto di compressione (alzando l'albero motore, facendolo ruotare attorno all'ingranaggio di trasmissione) affinché la pressione elevata che si viene a creare all'interno del cilindro sia in grado di dare origine alla combustione della miscela senza che la candela intervenga, come in un motore diesel.
È risaputo infatti che il ciclo Otto ha un rendimento maggiore di un ciclo diesel che funziona tra le stesse temperature, ma nella realtà, i motori diesel hanno rendimenti più elevati dei motori a benzina poiché essi possono funzionare con rapporti di compressione più alti che gli permettono di raggiungere temperature di compressione più elevate.
Gli ingegneri Mercedes hanno lavorato proprio su questo aspetto riuscendo a creare un motore a benzina con un rapporto di compressione più elevato e quindi con un rendimento migliore dei precedenti motori a benzina.

## Presentazione al pubblico
Il motore è stato presentato al pubblico in occasione del Salone dell'auto di Francoforte montato su una berlina di lusso di grandi dimensioni chiamata F700. Il motore montato sulla vettura è un 1800 cc ibrido-elettrico, capace di erogare 238 CV e con una coppia motrice massima di 400 Nm. Secondo le fonti Mercedes l'innovativo sistema di propulsione permette di ridurre in maniera consistente i consumi, infatti il consumo medio dichiarato per la F700 e di 18,8 km/l con emissioni di soli 127 g/km di anidride carbonica.
La produzione in grande scala non è mai stata avviata, la Mercedes-Benz ha dichiarato nel 2010 che sarebbe stato utilizzato con la nuova versione della Classe S.